# ماونتن لیک (نیوجرسی)
ماونتن لیک (به انگلیسی: Mountain Lake) یک منطقهٔ مسکونی در ایالات متحده آمریکا است که در لیبرتی، نیوجرسی واقع شده‌است. ماونتن لیک ۳٫۳۸۱ کیلومتر مربع مساحت و ۵۷۵ نفر جمعیت دارد و ۱۲۲ متر بالاتر از سطح دریا واقع شده‌است.